# Ligne R6
Les lignes R6 et R60 sont deux des dix-huit lignes de train de banlieue de l'agglomération barcelonaise. Elles relient Barcelone à Igualada et desservent entre seize et dix-sept communes sur le tracé de la ligne Llobregat - Anoia.
Elles sont exploitées par les Chemins de fer de la généralité de Catalogne (FGC).

## Historique
La ligne R6 est créée en 1996 par la reprise du service entre Plaça d'Espanya et Igualada, qui opère alors un trajet semi-direct en ne s'arrêtant pas à toutes les gares et stations jusqu'à Martorell. En parallèle, est instituée jusqu'en 1999 la ligne R60, qui double le service entre Martorell et Igualada afin de faire le lien avec le cadencement assuré par les lignes R5 et R6 sur le segment Plaça d'Espanya-Martorell.
Avec la fin de l'électrification de la ligne Llobregat - Anoia en 1999, la fréquence des trains de la ligne R6 est doublée et la R60 disparaît. Après une hausse en 2008 du nombre de gares desservies par la R6, la R60 est reconstituée en 2012 à raison de trois trains par jour entre Plaça d'Espanya et Igualada, avec un gain de trajet de cinq minutes par la desserte de huit arrêts de moins que la R6.

## Caractéristiques

### Ligne
Les deux lignes parcourent les infrastructures de la ligne Llobregat - Anoia. La R6 compte 30 stations et la R60 en compte 21, dont onze souterraines. Elles parcourent 65,45 km. Les rails sont à écartement métrique et la voie est double entre Plaça d'Espanya et Martorell Enllaç.
À partir de Plaça d'Espanya, elles desservent seize ou dix-sept communes communes : Barcelone, L'Hospitalet de Llobregat, Cornellà de Llobregat, Sant Boi de Llobregat, Santa Coloma de Cervelló, Sant Vicenç dels Horts, Pallejà (R6 seulement), Sant Andreu de la Barca, Martorell, Sant Esteve Sesrovires, Masquefa, Piera, Vallbona d'Anoia, Capellades, La Pobla de Claramunt, Vilanova del Camí et Igualada. Elles partagent leur tracé avec la ligne L8 jusqu'à Molí Nou | Ciutat Cooperativa, la ligne S9 jusqu'à Quatre Camins, et les lignes S4, S8 et R5/50 jusqu'à Martorell Enllaç.

## Exploitation

### Matériel roulant
La ligne est servie par les rames de série 213 des FGC.

Rame
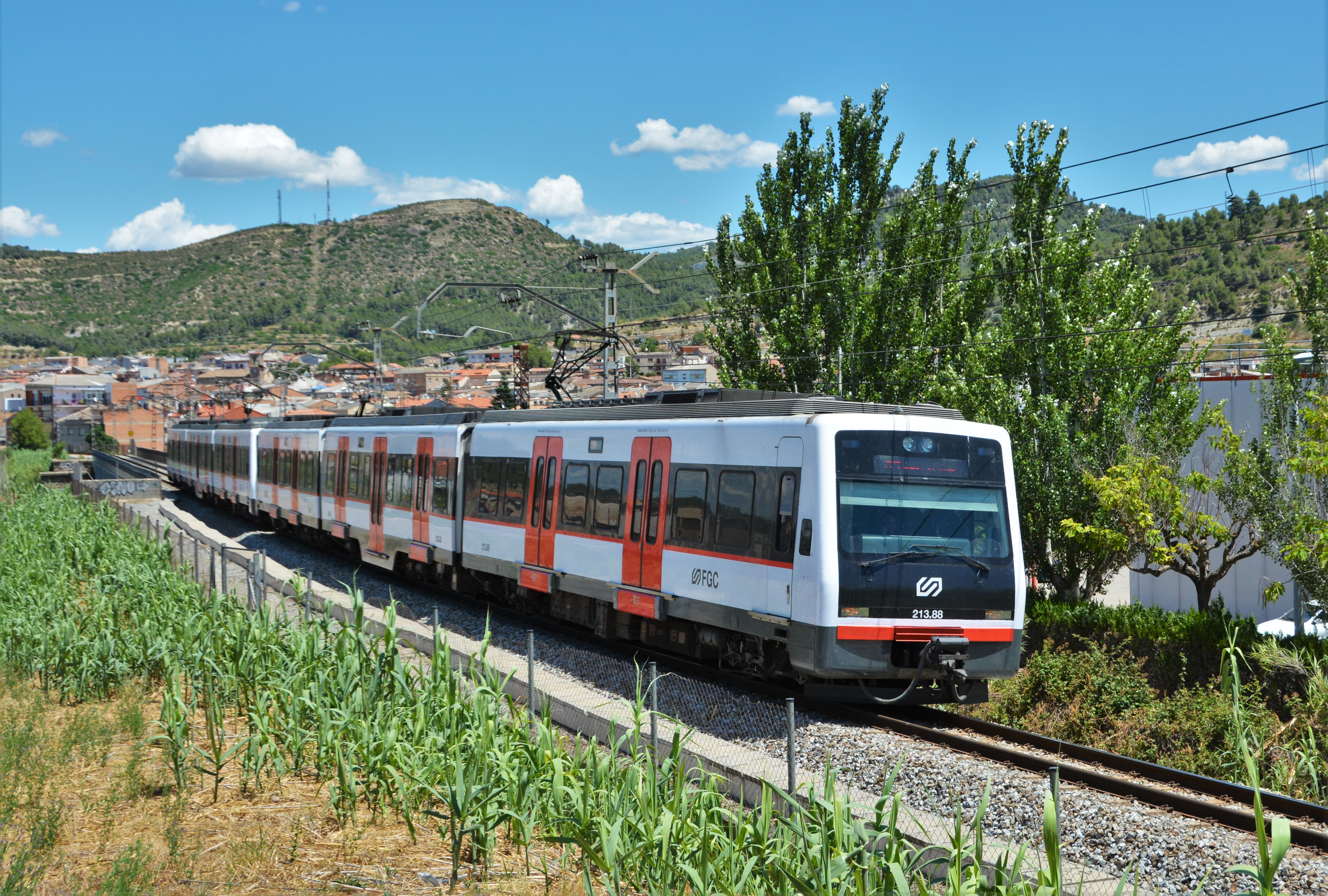
Série 213 sortant de Sant Vicenç de Castellet.

### Horaires et tarification
La ligne R60 circule uniquement les jours ouvrés, à raison de trois trains par jour dans les deux sens, et ne s'arrête pas dans neuf des 30 gares et stations de la ligne.